# آندریاس برکه
آندریاس برکه (انگلیسی: Andreas Brecke; ۱۴ سپتامبر ۱۸۷۹ – ۱۳ ژوئن ۱۹۵۲) قایقران قایق بادبانی اهل نروژ بود.